# Muránska Lehota
Muránska Lehota es un municipio del distrito de Revúca en la región de Banská Bystrica, Eslovaquia, con una población estimada a final del año 2024 de 199 habitantes.
Se encuentra ubicado al este de la región, en la cuenca hidrográfica del río Sajó —un afluente derecho del río Tisza— y cerca de la frontera con la región de Košice.

## Demografía
| Año        | 1994 | 2004    | 2014     | 2024   |
| ---------- | ---- | ------- | -------- | ------ |
| Población  | 239  | 234     | 200      | 199    |
| Diferencia |      | −2,09 % | −14,52 % | −0,5 % |

| Año        | 2023 | 2024    |
| ---------- | ---- | ------- |
| Población  | 202  | 199     |
| Diferencia |      | −1,48 % |